# بول هالموس
بول ريتشارد هالموس ((بالمجرية: Halmos Pál)‏؛ 3 مارس 1916 - 2 أكتوبر 2006) كان عالم رياضيات وإحصائي أمريكي مجري المولد، حقق تقدمًا جوهريًا في مجالات المنطق الرياضي، ونظرية الاحتمالات، والإحصاء، ونظرية المؤثرات، ونظرية الإرجوديك، والتحليل الدالي (على وجه الخصوص، فضاءات هلبرت). عرف عنه أيضا موهبته في شرح المفاهيم الرياضية وعرضها بشكل يسهل فهمه. كما وصف أيضا بأنه أحد المريخيين.

## نشأته والتعليم
وُلد هالموس في المجر لعائلة يهودية، ووصل إلى الولايات المتحدة في سن 13 عامًا. حصل على درجة البكالوريوس من جامعة إلينوي متخصصا في الرياضيات، ولكنه أيضا استوفى متطلبات كل من درجة الرياضيات والفلسفة. استغرقه للحصول على الشهادة ثلاث سنوات فقط، وكان عمره لايزال 19 عامًا عند تخرجه. ثم بدأ دراسته الدكتوراه في الفلسفة وهو لا يزال في الحرم الجامعي لـ شامبين-أوربانا "Champaign–Urbana"؛ ولكن بعد رسوبه في الامتحانات الشفوية للماجستير  تحول إلى الرياضيات وتخرج عام 1938. أشرف جوزيف ل. دوب "Joseph L. Doob" على أطروحته المعنونة «لامتغيرات بعض التحولات العشوائية: النظرية الرياضية لنظم المقامرة».

## حياته المهنية
بعد فترة وجيزة من تخرجه التحق هالموس بـ معهد الدراسات المتقدمة، بدون وظيفة أو منحة مالية. وبعد ستة أشهر عمل تحت إشراف جون فون نيومان. أثناء وجوده في المعهد كتب هالموس كتابه الأول Finite Dimensional Vector Spaces (فضاءات المتجهات محدودة الأبعاد)، والذي رسخ على الفور سمعته كشارح جيد للرياضيات.
من عام 1967 حتى عام 1968 كان محاضرً دونجال في الرياضيات "Donegall Lecturer in Mathematics" في كلية ترينيتي بدبلن.
دَرَّسَ هالموس في جامعة سيراكيوز، وشيكاغو (1946-60)، وميشيغان (1961-1967)، وهاواي (1967-1968)، وإنديانا (1969-1985)، وكاليفورنيا (1976–78). منذ تقاعده عام 1985 من جامعة إنديانا حتى وفاته، كان منتسبًا لقسم الرياضيات في جامعة سانتا كلارا (1985-1996).

## إنجازاته
في سلسلة من الورقات البحثية أعاد نشرها عام 1962 في كتابه «المنطق الجبري»، ابتكر هالموس الجبر المتعدد "Polyadic algebra"، وهو نسخة جبرية لمنطق الرتبة الأولى تختلف عن الجبر الأسطواني "Cylindric algebra" لألفريد تارسكي وطلابه. يصف الجبر البولياني الأحادي "Monadic Boolean algebra" نسخة أولية من الجبر المتعدد.
بالإضافة إلى مساهماته الأصلية في الرياضيات، كان هالموس محاضراً جذابًا بشكل غير عادي للرياضيات الجامعية. حصل على جائزة لستر بي فورد "Lester R. Ford" عام 1971 ومرة أخرى عام 1977 (مشاركة مع WP Ziemer و WH Wheeler و SH Moolgavkar و JH Ewing و WH Gustafson). ورأس هالموس لجنة الجمعية الرياضية الأمريكية التي كتبت دليل أسلوب AMS للرياضيات الأكاديمية المنشور عام 1973. وفي عام 1983 حصل على جائزة ليروي بي ستيل ""Leroy P. Steele في أسلوب الشرح والعرض.
في مجلة العلوم الأمريكية 56 (4): 375-389، كتب هالموس أن الرياضيات هي فن إبداعي، وأن علماء الرياضيات يجب أن يُنظر إليهم على أنهم فنانون وليسوا حاسبات أرقام. وفي المقالة ناقش تقسيم المجال إلى علم الرياضيات "mathology" ورياضيات الفيزياء "mathophysics"، كذلك كتب أن علماء الرياضيات والرسامين يفكرون ويعملون بطريقة متشابهة.
قصة حياته الشخصية الرياضية "automathography" التي كتبها هالموس عام 1985 تحت عنوان أريد أن أصبح عالم رياضيات، تصف شكل حياة عالم الرياضيات الأكاديمي في أمريكا القرن العشرين. أطلق على الكتاب اسم «أوتوماثوغرافيا» بدلاً من «سيرة ذاتية»، لأن تركيزه بالكامل كان تقريبًا منصبا على حياته كعالم رياضيات، وليس حياته الشخصية. يحتوي الكتاب على الاقتباسات التالية لما يعنيه الاشتغال بالرياضيات:
| بول هالموس | لا تقرأها وحسب؛ تشاجر معها! اسأل أسئلتك، وابحث عن أمثلتك، اكتشف براهينك. هل الفرضية ضرورية؟ هل العكس حقيقي؟ ماذا سيحدث في الحالات الخاصة الكلاسيكية؟ ماذا عن حالات التدهور؟ أين يوظف البرهان الفرضية؟ | بول هالموس |

في مذكراته يدعي هالموس أنه اخترع تدوين "iff" بمعنى «إذا وفقط إذا» وكان أول من استخدم رمز "شاهد القبر" للدلالة على نهاية الإثبات، وهو مايبدو أنه عليه إجماع. يُطلق على رمز شاهد القبر ∎ (Unicode U + 220E) أحيانًا اسم هالموس.
عام 2005 قام هالموس وزوجته فيرجينيا بتمويل جائزة أويلر للكتاب، وهي جائزة سنوية تمنحها جمعية الرياضيات الأمريكية لكتاب من المرجح أن يحسن وجهة نظر الجمهور عن الرياضيات. مُنحت الجائزة لأول مرة في عام 2007 في الذكرى الـ 300 لميلاد ليونارد أويلر لجون ديربيشاير عن كتابه عن ريمان ووفرضيته: هوس الأرقام الأولية.
في عام 2009 أخرج جورج كايتشيري [الإنجليزية] فيلم وثائقي عن هالموس بعنوان أريد أن أصبح عالم رياضيات.

## مؤلفاته
- 1942. Finite-Dimensional Vector Spaces. Springer-Verlag.[16]
- 1950. Measure Theory. Springer Verlag.[17]
- 1951. Introduction to Hilbert Space and the Theory of Spectral Multiplicity. Chelsea.[18]
- 1956. Lectures on Ergodic Theory. Chelsea.[19]
- 1960. Naive Set Theory. Springer Verlag.
- 1962. Algebraic Logic. Chelsea.
- 1963. Lectures on Boolean Algebras. Van Nostrand.
- 1967. A Hilbert Space Problem Book. Springer-Verlag.
- 1973. (with Norman E. Steenrod, Menahem M. Schiffer, and Jean A. Dieudonne). How to Write Mathematics. American Mathematical Society. (ردمك 978-0-8218-0055-3)
- 1978. (with V. S. Sunder). Bounded Integral Operators on L² Spaces. Springer Verlag[20]
- 1985. I Want to Be a Mathematician. Springer-Verlag.
- 1987. I Have a Photographic Memory. Mathematical Association of America.
- 1991. Problems for Mathematicians, Young and Old, Dolciani Mathematical Expositions, Mathematical Association of America.
- 1996. Linear Algebra Problem Book, Dolciani Mathematical Expositions, Mathematical Association of America.
- 1998. (with Steven Givant). Logic as Algebra, Dolciani Mathematical Expositions No. 21, Mathematical Association of America.
- 2009. (posthumous, with Steven Givant), Introduction to Boolean Algebras,[21]

## روابط خارجية
- O'Connor، John J.؛ Robertson، Edmund F.، "بول هالموس"، تاريخ ماكتوتور لأرشيف الرياضيات
- "Paul Halmos: A Life in Mathematics" ، جمعية الرياضيات الأمريكية (MAA)

فضاء متجه ذا أبعاد محدودة